# Divizija (logika)
Divizija je jedna od osnovnih metoda spoznaje. To je logički postupak kojim se određuje obujam pojma (divizio-dijeliti).

## Relevantni članci
- Metodologija